# Ligabeker
De Ligabeker (Frans: Coupe de la Ligue) is een voormalig Belgisch voetbaltoernooi om de nationale ligabeker, georganiseerd door de Pro League.
Begin jaren 1970 besloten enkele clubs uit de hoogste divisie van het Belgisch voetbal om de krachten te bundelen en zich beter te organiseren. Dit leidde in 1972 tot de oprichting van een 'groupement du football professionnel belge' (Nederlands: groepering van het Belgisch profvoetbal), wat in 1974 zou uitgroeien tot de Liga Beroepsvoetbal. Vanaf het seizoen 1972/73 werd de Ligabeker in het leven geroepen, die aanvankelijk de officiële naam 'Coupe des Onze' (Nederlands: Beker van de elf) kreeg, verwijzend naar het feit dat het toernooi gespeeld werd door elf profclubs. Na 1975 werd het toernooi opgedoekt.
In 1986 keerde de Ligabeker een eerste keer terug. Het bekertoernooi werd omgedoopt tot de Callebaut Cup, verwijzend naar hoofdsponsor Callebaut. Vervolgens verdween het toernooi opnieuw voor een periode van meer dan tien jaar.
In 1998 keerde de Ligabeker terug als de Nissan Cup, verwijzend naar autofabrikant Nissan. Het bekertoernooi werd drie seizoenen op rij georganiseerd, maar wegens een gebrek aan interesse bij de supporters en omdat de organisatie niet tot een akkoord over de televisiegelden kwam, werd het toernooi in 2000 voor de derde keer stopgezet. De laatste editie leverde de winnaar een som op van 50.000 euro en ticket voor de UEFA Intertoto Cup.

## Edities van de Ligabeker
- 1973–1974: Coupe des Onze
- 1975: Ligabeker
- 1986: Callebaut Cup
- 1998–2000: Nissan Cup

## Winnaars
| Jaar | Winnaar           | Score          | Tegenstander        |
| ---- | ----------------- | -------------- | ------------------- |
| 1973 | RSC Anderlecht    | 2–0, 2–3       | Club Luik           |
| 1974 | RSC Anderlecht    | 1–0, 1–0       | Standard Luik       |
| 1975 | Standard Luik     | 1–1, 3–2       | RSC Anderlecht      |
| 1986 | Club Luik         | 2–0            | RSC Anderlecht      |
| 1998 | KFC Lommel SK     | 2–1            | KFC Germinal Ekeren |
| 1999 | Sint-Truidense VV | 4–3            | KFC Germinal Ekeren |
| 2000 | RSC Anderlecht    | 2–2 (5–3 pen.) | Excelsior Moeskroen |